# Казаченко, Вадим Геннадиевич
Вади́м Генна́диевич Казаче́нко (укр. Козаченко Вадим Геннадійович; род. 13 июля 1963, Полтава, УССР, СССР) — советский и российский эстрадный певец, заслуженный артист Российской Федерации (2011).

## Биография
Вадим Геннадиевич Казаченко родился 13 июля 1963 года в городе Полтава (Украинская ССР).
По семейным обстоятельствам, его воспитанием занимались бабушка с дедушкой. Первыми обратив внимание на интерес внука к музыке, они купили ему небольшой проигрыватель.
На профессиональной сцене с 1985 года. В 1987—1989 годах — вокалист ВИА «Фестиваль». В 1989—1991 годах был солистом группы «Фристайл».
В 1991 году вышла песня «Больно мне, больно!», ставшая визитной карточкой певца. В 1992 году Вадим Казаченко уходит из «Фристайла» и начинает сольную карьеру.
В 1993, 1994, 1995, 1996 годах Вадим Казаченко был участником и лауреатом телевизионной программы «Песня года», принимал участие в съёмках многих телевизионных программ — «Шире круг», «Шарман-шоу», «Хит-парад Останкино», «Утренняя звезда», традиционных новогодних праздничных программ.
В марте 1994 года с большим успехом прошли сольные концерты Вадима Казаченко в Москве, в Государственном концертном зале «Россия». 1995—1996 годы были отмечены большими концертными программами в БКЗ «Октябрьский» в городе Санкт - Петербурге.
Песнями Вадима Казаченко в «лихих 90-х» заслушивалась вся страна. Поклонницы заваливали обаятельного певца мешками писем. Хиты Казаченко звучали изо всех окон и, как тогда шутили, даже из утюгов.
В 1993 году выходит дебютный сольный альбом «Всё сначала». В 1995 году — альбом «Благослови», в 1999 — «Ночные дожди». 2007 год — альбом «Два берега одной судьбы». 2011 год — альбом «… а мне не больно!». 2018 год — альбом «Глаза в глаза».
Новые песни Вадима Казаченко стали появляться в эфире радиостанций осенью 2005 года. Первой песней, появившейся в 2005 году на радио, стала песня «Никто, кроме тебя». Известный режиссёр видеоклипов Ирина Миронова осенью 2005 года сняла видеоклип на эту песню.
В 2008 году принял участие в шоу «Суперстар-2008».
5 февраля 2011 года Вадим Казаченко и Алексей Глызин приняли участие в программе «Музыкальный ринг» на телеканале НТВ.
В 2011 году удостоен звания «Заслуженный артист Российской Федерации». В Кремлёвском Дворце состоялся сольный концерт артиста, посвящённый 25-летию его профессиональной работы.
В 2014 году принял участие в шоу «Один в один!» (2 место). В 2016 году принял повторное участие в «Один в один! Битва сезонов» (6-е место).
В 2015 году Вадим Казаченко принял участие в съёмках эпизода телесериала «Преступление», 4-я серия. Сериал вышел на экраны в 2017 году.
7 апреля 2017 года в Кремлёвском дворце в Москве состоялся большой очередной концерт.
В январе 2023 года принял участие в седьмом сезоне шоу «Три аккорда» на Первом канале.
В 2023 году принял участие в 4 сезоне шоу «Маска» на НТВ в образе Дикобраза, но был разоблачён уже во втором выпуске (19 февраля 2023 года).

## Общественная позиция
В 2001 году принял участие в выборах в Московскую городскую думу, выдвинувшись в 2-м округе (Басманный, Красносельский, Мещанский, Тверской р-ны) от Либерально-демократической партии России, занял последнее место с 2 040 голосами (3,88 %).
В 2022 году поддержал вторжение России на Украину, заявив, что в целях российского вторжения «ничего не сказано об уничтожении украинцев», назвал Украину страной «404» где «пудрят мозги людям, обвиняя Россию в нападении».
19 октября 2022 года внесён в санкционный список Украины за «пропаганду путинского режима и поддержку войны против Украины». Санкции предполагают запрет на въезд в страну, блокировку активов, лишение государственных наград Украины и ряд других ограничений.

## Творчество

### Дискография

#### В составе группы «Фристайл»
- 1989 — «Получите!»
- 1989 — «Получите! Дубль-2»
- 1990 — «Получите! Дубль-3»
- 1991 — «Четвёртая серия»

#### Сольные альбомы
- 1993 — «Всё сначала»
- 1994 — «Судьба»[12]
- 1995 — «Благослови»
- 1996 — «Скатертью дорога»
- 1996 — «Прощай навеки…»
- 1999 — «Ночные дожди»
- 2007 — «Два берега одной судьбы»
- 2011 — «…а мне не больно!»
- 2018 — «Глаза в глаза»

## Песня года
Вадим Казаченко на фестивале «Песня года» в период с 1993 по 1999 год:
- Вадим Казаченко «Судьба». Песня 93 Отборочный тур.
- Вадим Казаченко «Судьба». Песня 93 Финал.
- Вадим Казаченко «На летящем коне». Песня 94 Отборочный тур.
- Вадим Казаченко «На летящем коне». Песня 94 Финал.
- Вадим Казаченко «Благослови». Песня 95 Отборочный тур
- Вадим Казаченко «Благослови». Песня 95 финал.
- Вадим Казаченко «Остаюсь». Песня 96 Отборочный тур
- Вадим Казаченко «Ночные дожди». Песня 99 Отборочный тур